# The Dude (Album)
The Dude ist ein Studioalbum des US-amerikanischen Musikers und Produzenten Quincy Jones, das im Jahr 1981 veröffentlicht wurde. The Dude stellte neben bekannten Musikern wie Herbie Hancock, Stevie Wonder, Ernie Watts, Michael Jackson und Ian Underwood eine Vielzahl von Talenten unter der Regie von Jones vor, erhielt 12 Grammy-Nominierungen und gewann vier davon.

## Hintergrund
Das Album erreichte Platz 10 in den Billboard 200, der offiziellen US-amerikanischen Album-Hitparade, sowie jeweils Platz 3 in den Billboard Jazz und Billboard R&B-Charts.

## Rezeption
Das Album, die Titel und Musiker wurden vielfach ausgezeichnet; das Album selbst erhielt einen Grammy in der Kategorie Beste Darbietung eines Duos oder einer Gruppe mit Gesang – Pop, der Titel Velas einen Grammy in der Kategorie Bestes Instrumentalarrangement. Der Titel Ai No Corrida erhielt den Grammy in der Kategorie Bestes Instrumentalarrangement mit Gesangsbegleitung und James Ingram für den Gesang auf One Hundred Ways in der Kategorie Beste männliche Gesangsdarbietung – R&B.
Richard S. Ginell vergab bei Allmusic drei von fünf Sternen und schrieb:

“…Quincy Jones still owed one more album to A&M -- and he gave them a blockbuster, one that reached number ten, yielded three hit pop singles and made a star out of soul balladeer James Ingram. Ai No Corrida, and the leadoff track, is the Quincy Jones hit method par excellence -- great pacing, superb sound, a catchy tune, a hot Ernie Watts tenor sax solo and you can dance to it, too. ….Obviously, though, the main purpose here is to make hit pop singles, and The Dude does a pretty good job of that.”

„... Quincy Jones schuldete A&M noch ein weiteres Album – und er gab ihnen einen Kassenknüller, einen, der Nummer zehn erreichte, drei Pop-Singles in den Hits enthielt und aus dem Soulsänger James Ingram einen Star machte. Ai No Corrida, das erste Stück, ist die Quincy-Jones-Hit-Methode par excellence – großes Tempo, ausgezeichneter Klang, ein Ohrwurm, ein heißes Tenorsaxophonsolo von Ernie Watts, und man kann dazu auch tanzen .... Offensichtlich aber ist der Hauptzweck hier, Pop-Hit-Singles zu machen, und The Dude erfüllt diese Aufgabe ziemlich gut.“

## Titelliste
1. Ai No Corrida (Chaz Jankel / James Kennith Young / Kenny Young) – 6:18
2. The Dude (Patti Austin / Quincy Jones / Rod Temperton) – 5:35
3. Just Once (Barry Mann / Cynthia Weil) – 4:32
4. Betcha' Wouldn't Hurt Me (Stephanie Andrews / Stevie Wonder) – 3:33
5. Somethin' Special (Rod Temperton) – 4:03
6. Razzamatazz (Rod Temperton) – 4:20
7. One Hundred Ways (Tony Coleman / Kathy Wakefield / Ben Wright / Benjamin F. Wright) – 4:19
8. Velas (Ivan Lins / Victor Martins / Victor Martins) – 4:05
9. Turn on the Action (Rod Temperton) – 4:17